# Alexander Prince Osei

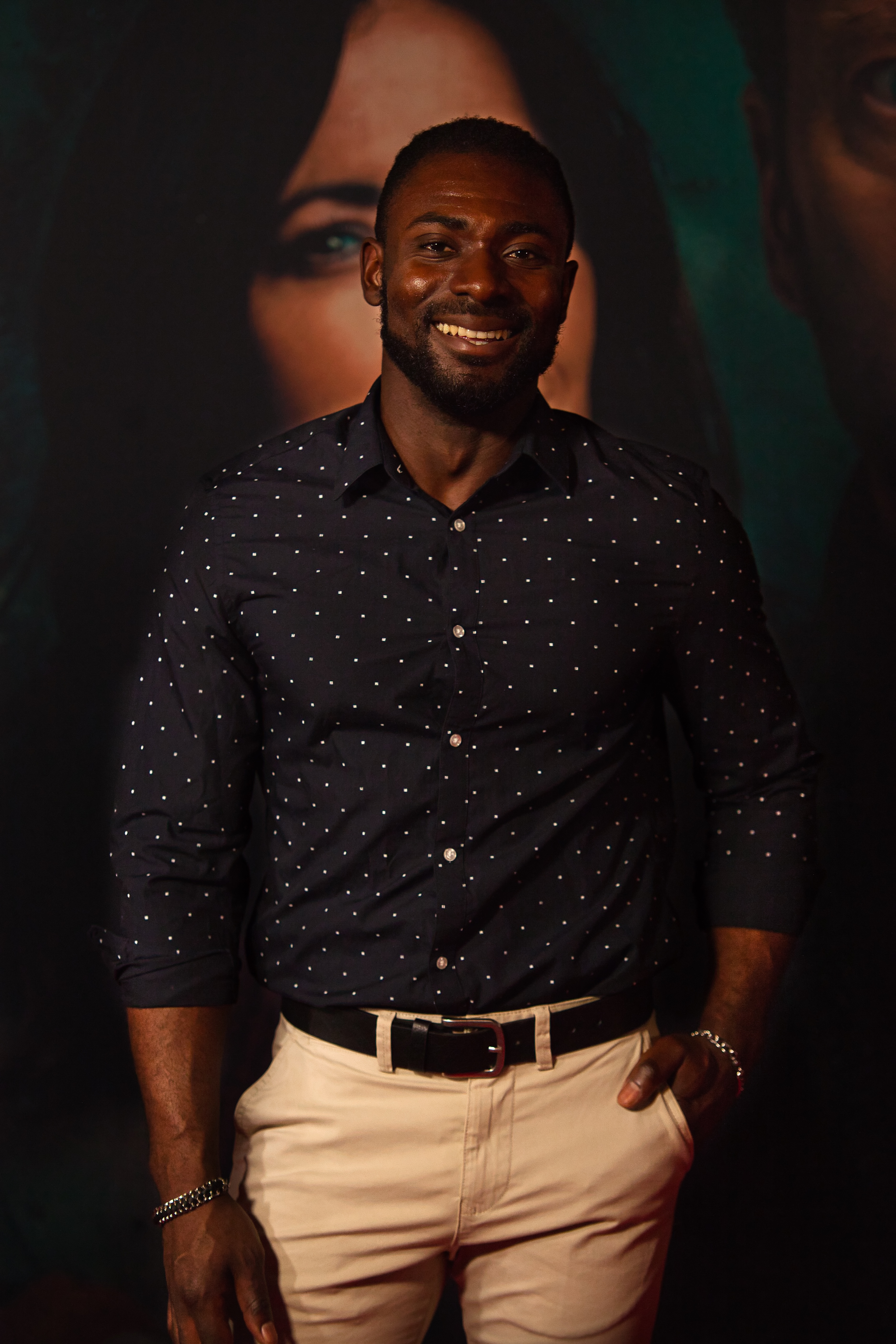
Alexander Prince Osei (2023)

Alexander Prince Osei, bürgerlicher Name Prinz Alexander Kwadwo Osei, (* 28. August 1989 in Saarbrücken) ist ein deutscher Schauspieler und Tänzer.

## Leben
Alexander Prince Osei wuchs als zweitältestes von insgesamt vier Kindern ghanaischer Eltern in seiner Geburtsstadt Saarbrücken auf. Im Alter von sechs Jahren begann er, sich mit dem Tanz zu beschäftigen, und hatte erste Auftritte in Hip-Hop-Formationen. Bereits im Alter von 14 Jahren wollte Alexander Prince Osei, der in der Theater-AG seiner Schule erste schauspielerische Erfahrungen sammelte, später einmal Schauspieler werden. Nach seinem Abitur begann er zunächst ein Englisch- und Philosophiestudium an der Universität des Saarlandes. In dieser Zeit arbeitete er als Tänzer und besuchte neben seinem Job als Tänzer einige Klassen der Privatschule Acting & Arts in Saarbrücken. Von 2011 bis 2015 gehörte er als Tänzer zum Ensemble der Rocky Horror Show-Produktion am Staatstheater Saarbrücken.
Von 2014 bis 2018 absolvierte er sein Schauspielstudium an der Universität Mozarteum Salzburg. Während seiner Ausbildung hatte er erste Auftritte als Schauspieler beim „Theater im KunstQuartier“ und am Salzburger Landestheater. In der Abschlussinszenierung des Absolventenjahrgangs des Mozarteums Salzburg spielte er 2017 den Dichter in Der reizende Reigen von Werner Schwab (Regie: David Bösch) und gastierte mit dieser Produktion auch am Düsseldorfer Schauspielhaus.
Ab der Spielzeit 2017/18 gehörte er zum festen Ensemble des Oldenburgischen Staatstheater, wo er als Titelheld in Cyrano de Bergerac seine erste Hauptrolle übernahm. Es folgten Haupt- und Nebenrollen in Stücken des klassischen und modernen Theaterrepertoires, u. a. Medvedenko in Die Möwe, Romeo, Frank N. Furter und Driss in Ziemlich beste Freunde. Daneben trat er am Oldenburgischen Staatstheater, wo er mittlerweile weiterhin als ständiger Gast engagiert ist, in mehreren Kinder- und Jugendtheaterproduktionen auf.
In der Spielzeit 2020/21 gastierte er in einer Inszenierung von Ingo Kerkhof am neuen theater Halle als Pfleger Belize in der Produktion Engel in Amerika von Tony Kushner.
Alexander Prince Osei wirkte in mehreren Kurz- und Studentenfilmen sowie in TV-Produktionen mit. In der 2. Staffel der ZDFneo-Comedyserie Nix Festes (2021) übernahm er eine Episodennebenrolle als junger Drehbuchautor Tayo. In der ZDF-Reihe Das Traumschiff spielte er in der Neujahrsfolge 2022 in einer Notting Hill-Adaption den jungen Buchhändler Friedemann Blum, der sich in die bekannte Schauspielerin Paulina Winter (Caro Daur) verliebt. Osei gehörte zum Hauptcast der ZDFneo-Comedyserie Vierwändeplus (2022), wo er als Teil einer vierköpfigen Freundesclique an der Seite von Antonia Bill, Eugen Bauder und Kotti Yun zu sehen war. In der 2. Staffel der ZDF-Serie Mordsschwestern – Verbrechen ist Familiensache (2023) spielte er Ben Amadi, den Ex-Lebensgefährten der Kriminaltechnikerin Felicitas „Feli“ Lorentzen und Vater ihres Sohnes Josh. In der 10. Staffel der TV-Serie In aller Freundschaft – Die jungen Ärzte (2024) übernahm er eine dramatische Episodenhauptrolle als Feuerwehrmann Patrick Ansah, der mit einem Polytrauma ins Johannes-Thal-Klinikum eingeliefert wird. In der 6. Staffel der ZDF-Serie Blutige Anfänger (2024) hat er eine wiederkehrende Nebenrolle als Sekou Sankara.
Alexander Prince Osei lebt in Berlin.

## Filmografie (Auswahl)
- 2020: Bail (Kurzfilm)
- 2021: jerks. (Fernsehserie)
- 2021: Nix Festes: Bermuda Berlin (Fernsehserie, eine Folge)
- 2022: Das Traumschiff: Namibia (Fernsehreihe, eine Folge)
- 2022: Vierwändeplus (Fernsehserie, Hauptrolle)
- 2023: Tatort: Die Kälte der Erde (Fernsehreihe)
- 2023: Herzstolpern (Fernsehfilm, Zweiteiler)
- 2023: Kohlrabenschwarz (Serie, Paramount+)
- 2023: Get up (Kinofilm)
- 2023: Mordsschwestern – Verbrechen ist Familiensache: Helden (Fernsehserie, eine Folge)
- 2024: Limonov: The Ballad (Kinofilm)
- 2024: In aller Freundschaft – Die jungen Ärzte: Verunsicherung (Fernsehserie, eine Folge)
- 2024: Blutige Anfänger (Fernsehserie, Seriennebenrolle)
- 2024: SOKO Stuttgart: Bruderherz (Fernsehserie, eine Folge)